# Jollof-ris

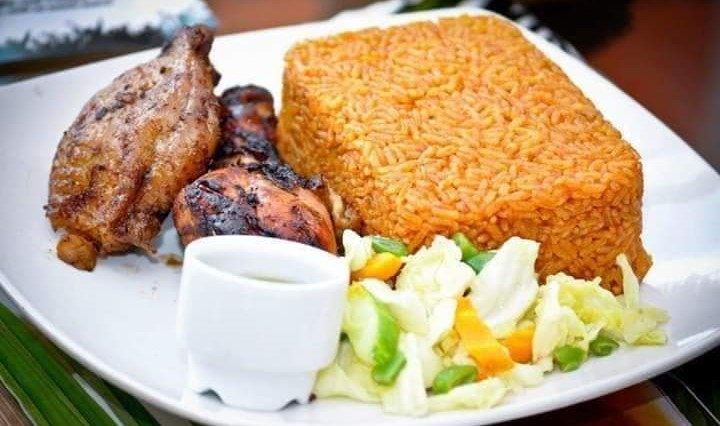
Jollof-ris, kyckling och grönsaker.

Jollof-ris är en maträtt från Västafrika som oftast görs på ris, tomater, lök, salt, kryddor, Scotch Bonnet och vitlök, men ingredienserna kan variera mellan olika länder. Rätten tros härstamma från Wolofriket, nuvarande Senegal, men idag är även rätten Nigerias nationalrätt.

## Historia
Jollof-riset tros ha kommit till på 1300-talet i Wolofriket i nuvarande Senegal, men flera teorier om att rätten skulle härstamma Ghana eller Nigeria finns. Portugiserna hade på den tiden utvecklat flera handelsplatser kring Senegalfloden och detta gjorde att folket i Västafrika fick tillgång till tomater, vilket är en av de viktigaste ingredienserna i rätten. Rätten tros ha skapats av misstag av en kock vid namn Penda Mbaye som i brist på korn börjat laga mat med ris.

## Variationer
Olika land har olika variationer på jollof-ris. I Nigeria och Liberia har man ibland palmolja istället för vegetabilisk olja. I Nigeria och Kamerun är en av ingredienserna ibland röd paprika, blandat tillsammans med de andra huvudingredienserna. I samma länder blandar man även ibland i rökt paprika. I Gambia kan ibland ett av tillbehören vara sniglar, vilket även ibland används i Senegal.
Även rissorten kan variera, då Ghana använder Basmatiris och Nigeria långkornigt ris till rätten.